# Puerto Rico (Kolumbia)
Puerto Rico – miasto w Kolumbii, w departamencie Caquetá.